# Destiny -The Lovers-
«Destiny -The Lovers-» —en español: «Destino -Los Amantes-»— es el quinto sencillo de la banda Versailles, lanzado el 27 de octubre de 2010. Este es el primer sencillo de la banda que cuenta con la participación del bajista Masashi como miembro oficial tras la muerte de Jasmine You.
Fue lanzado en tres ediciones, una versión regular y dos limitadas, cada uno con una cubierta diferente y un DVD. El primero incluye videos en vivo del recital realizado el 30 de abril de 2010 en el JCB Hall en Tokio. El segundo contiene el video promocional de la canción «Destiny -The Lovers-».
Alcanzó el número # 17 en el ranking del Oricon Style Singles Weekly Chart.

## Lista de canciones
| Edición Regular (CD) |                        |        |        |          |  |
| N.º                  | Título                 | Letras | Música | Duración |  |
| 1.                   | «Destiny -The Lovers-» | Kamijo | Kamijo | 5:47     |  |
| 2.                   | «Glowing Butterfly»    | Kamijo | Hizaki | 5:51     |  |
| 3.                   | «Libido»               | Kamijo | Teru   | 4:02     |  |
| 15:00                |                        |        |        |          |  |

| Edición Limitada tipo A (DVD) |                               |        |        |          |  |
| N.º                           | Título                        | Letras | Música | Duración |  |
| 1.                            | «Ai to Kanashimi no Nocturne» | Kamijo | Teru   |          |  |
| 2.                            | «Amorphous»                   | Kamijo | Hizaki |          |  |
| 3.                            | «Gekkakou»                    | Hizaki | Hizaki |          |  |
| 4.                            | «Serenade»                    | Kamijo | Hizaki |          |  |
| 5.                            | «Ascendead Master»            | Kamijo | Hizaki |          |  |
| 6.                            | «God Palace»                  | Kamijo | Kamijo |          |  |

| Edición Limitada tipo B (DVD) |                             |        |        |          |  |
| N.º                           | Título                      | Letras | Música | Duración |  |
| 1.                            | «Destiny -The Lovers- (PV)» | Kamijo | Kamijo |          |  |